# Округ Ворен (Северна Каролина)
Округ Ворен (енгл. Warren County) је округ у америчкој савезној држави Северна Каролина.

## Демографија
По попису из 2010. године број становника је 20.972, што је 1 (5,0%) становника више него 2000. године.
| Група             | 2000.          | 2010.          |
| Белци             | 7.696 (38,5%)  | 7.971 (38,0%)  |
| Афроамериканци    | 10.882 (54,5%) | 10.970 (52,3%) |
| Азијати           | 26 (0,1%)      | 51 (0,2%)      |
| Хиспаноамериканци | 317 (1,6%)     | 692 (3,3%)     |
| Укупно            | 19.972         | 20.972         |